# Limes Saxoniae

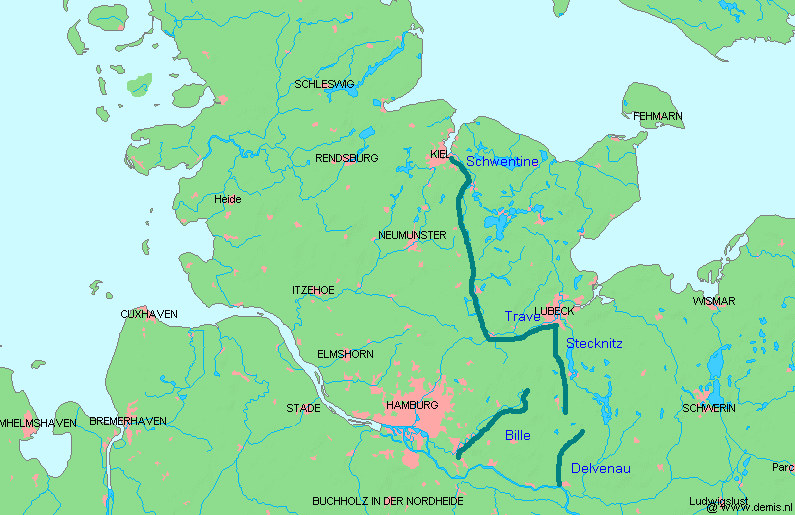
Limes Saxoniae

Limes Saxoniae (în limba latină) a reprezentat granița dintre saxoni și tribul slavilor obodriți, stabiliți în jurul anului 810 în actualul land Schleswig-Holstein din Germania.

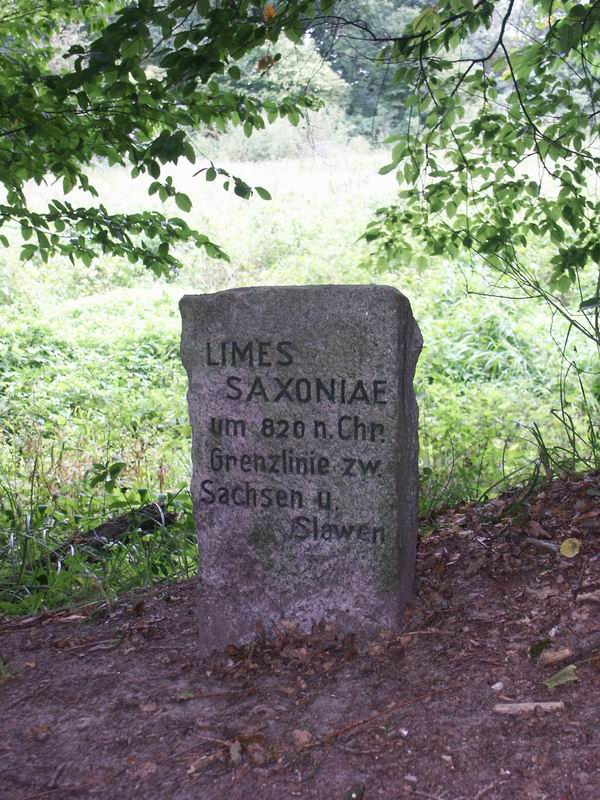
Bornă marcând Limes Saxoniae în apropiere de oraşul Hornbek

După ce Carol cel Mare i-a alungat pe saxoni și pământurile acestora le-a acordat obodriților, aliați ai francilor, în cele din urmă a cucerit aceste teritorii. În 811, împăratul a semnat în 811 Tratatul de la Heiligen cu noii săi vecini, danii și probabil în același an a ajuns la un acord de vecinătate cu slavii polabi din răsărit. Dat fiind că nicio fortificație majoră nu s-a prezervat, sepoate presupune că limes-ul a urmat obstacolele naturale, precum mlaștinile și stufișurile. Potrivit cronicarului Adam de Bremen în a sa Gesta Hammaburgensis ecclesiae pontificum scrisă în jur de 1075, limes-ul pornește de la râul Elba din apropiere de Boizenburg, mergând către nord de-a lungul râului Bille, până la gura Schwentine de la Kiel Fjord și la Marea Baltică.
Limes-ul a fost spart în câteva rânduri de către slavii obodriți (în 983 și 1086) și de regele Mieszko al II-lea al Poloniei (în 1028 și 1030). El a fost desființat în timpul primei faze a expansiunii germane către răsărit, atunci când contele Henric de Badewide a purtat campania împotriva triburilor wagrilor în 1138/1139, iar populația slavă a fost germanizată, teritoriul fiind colonizat cu germani, în special cu saxoni.